# Ferdinando Terruzzi
Ferdinando Terruzzi (Sesto San Giovanni, 17 februari 1924 – Sarteano, 9 april 2014) was een Italiaans baanwielrenner.

## Biografie
Terruzzi was professioneel wielrenner van 1949 tot 1967. Hij was vooral succesvol als baansprinter en zesdaagserenner. Als amateursprinter won hij in 1948 de olympische titel op de 2000 meter tandem, samen met zijn ploeggenoot Renato Perona.  
Hij heeft in totaal 121 zesdaagsen verreden, waarvan hij er 23 als winnaar heeft afgesloten. Hij neemt hiermee een gedeelde 22e plaats in op de lijst van meeste overwinningen. Van deze overwinningen heeft hij er vijf behaald met de Luxemburger Lucien Gillen en eveneens vijf met de Australiër Reginald Arnold. 
Samen met Arnold won Terruzzi tevens een Europese titel koppelkoers voor ploegen, in 1957.  

## Overzicht Zesdaagse overwinningen
| Nr. | Jaar   | Zesdaagse van | Samen met                           |
| --- | ------ | ------------- | ----------------------------------- |
| 1.  | 1949   | Berlijn       | Severino Rigoni                     |
| 2.  | 1950   | New York      | Severino Rigoni                     |
| 3.  | 1951-1 | Münster       | Severino Rigoni                     |
| 4.  | 1951-2 | Münster       | Severino Rigoni                     |
| 5.  | 1953   | Barcelona     | Miguel Poblet                       |
| 6.  | 1953   | Dortmund      | Lucien Gillen                       |
| 7.  | 1953   | Kopenhagen    | Lucien Gillen                       |
| 8.  | 1954   | Kopenhagen    | Lucien Gillen                       |
| 9.  | 1955-1 | Gent          | Lucien Gillen                       |
| 10. | 1955   | Berlijn       | Lucien Gillen                       |
| 11. | 1956   | Gent          | Lucien Gillen                       |
| 12. | 1957   | Antwerpen     | Reginald Arnold en Willy Lauwers    |
| 13. | 1957   | Dortmund      | Reginald Arnold                     |
| 14. | 1957   | Parijs        | Jacques Anquetil en André Darrigade |
| 15. | 1958   | Parijs        | Jacques Anquetil en André Darrigade |
| 16. | 1959   | Århus         | Knud Lynge                          |
| 17. | 1959   | New York      | Leandro Faggin                      |
| 18. | 1960   | Buenos Aires  | Enzo Sacchi                         |
| 19. | 1961   | Essen         | Reginald Arnold                     |
| 20. | 1961   | Milaan        | Reginald Arnold                     |
| 21. | 1963   | Milaan        | Peter Post                          |
| 22. | 1963   | Montréal      | Mino de Rossi                       |
| 23. | 1964   | Melbourne     | Leandro Faggin                      |

| Aantal | Samen met                                                                               |
| ------ | --------------------------------------------------------------------------------------- |
| 5      | - Lucien Gillen - Reginald Arnold                                                       |
| 4      | - Severino Rigoni                                                                       |
| 2      | - Leandro Faggin - Jacques Anquetil - André Darrigade                                   |
| 1      | - Miguel Poblet - Willy Lauwers - Knud Lynge - Enzo Sacchi - Peter Post - Mino de Rossi |

1908: André Auffray & Maurice Schilles ·
1920: Thomas Lance & Harry Ryan ·
1924: Jean Cugnot & Lucien Choury ·
1928: Daan van Dijk & Bernard Leene ·
1932: Louis Chaillot & Maurice Perrin ·
1936: Carl Lorenz & Ernst Ihbe ·
1948: Renato Perona & Ferdinando Terruzzi ·
1952: Russell Mockridge & Lionel Cox ·
1956: Anthony Marchant & Ian Browne ·
1960: Giuseppe Beghetto & Sergio Bianchetto ·
1964: Sergio Bianchetto & Angelo Damiano ·
1968: Pierre Trentin & Daniel Morelon ·
1972: Igor Zjelovalnikov & Vladimir Semenets
Wielerploegen van Ferdinando Terruzzi
Buratti ·
Carizzoni ·
A. De Gasperi ·
E. De Gasperi ·
Junkermann ·
Mori ·
Müller · 
Nicolo ·
Piazza ·
Piscaglia ·
Reinecke ·
Ricco ·
Schär ·
Schellenberg ·
Strehler ·
Terruzzi ·
Turbian ·
Uliana
Albani ·
Bottecchia ·
Bugdahl · 
Carlesi ·
Costalunga ·
Graf ·
Junkermann ·
Moresi ·
Mori ·
Nascimbene · 
Nicolo ·
Ricco ·
Rüegg ·
Terruzzi ·
Uliana ·
Vaucher
Bagnara ·
Bampi ·
Bottecchia ·
Bovay · 
Burigotto ·
Costalunga ·
Damen ·
Grilli ·
Messina ·
Natucci ·
Niesten ·
Ricco ·
Terruzzi ·
Tezza ·
Vaucher ·
Vlayen · 
Wagtmans
Baffi ·
Bongioni ·
Boni ·
Carlesi ·
Cerato ·
Dancelli (vanaf 06/09) · 
Dante ·
De Rosso ·
Falaschi ·
Fallarini ·
Fornoni ·
Talamona (vanaf 02/09) ·
Terruzzi ·
Velucchi
R. Altig  ·
W. Altig ·
Anni ·
Balmamion ·
Bodrero ·
Colombo ·
de Prà ·
Fezzardi ·
Fornoni ·
Motta ·
Passuello ·
Preziosi ·
Renz ·
Scandelli ·
Terruzzi ·
Tosello ·
Vanughi